# Freaks of Nature
 (septembre 2015).
Si vous disposez d'ouvrages ou d'articles de référence ou si vous connaissez des sites web de qualité traitant du thème abordé ici, merci de compléter l'article en donnant les références utiles à sa vérifiabilité et en les liant à la section « Notes et références ».
Pour le film, voir Freaks of Nature (film).
Albums de Kansas
In the Spirit of Things
(1988) Always Never the Same
(19 mai 1998)
Freaks of Nature est le douzième album du groupe de rock progressif américain Kansas sorti en juillet 1995. 
Alors que le groupe espère retrouver le succès avec cet album afin d'assurer leur come-back, il n'en est rien. L'album reçoit une attention très minime par rapport à ce qu'annonce leur fan-base. C'est le seul album studio officiel de Kansas n'apparaissant sur aucun classement de charts. Cependant, leur direction artistique est plus proche de celle des années 1970, contrairement aux deux derniers albums Power et In The Spirit Of Things qui étaient résolument pop.

## Titres
1. I Can Fly (Ragsdale,Walsh) - 5:21
2. Desperate Times (Walsh) - 5:25
3. Hope Once Again (Walsh) - 4:34
4. Black Fathom 4 (Ragsdale,Walsh) - 5:54
5. Under the Knife (Ragsdale,Walsh)
6. Need (Walsh) - 3:59
7. Freaks of Nature (Ragsdale,Walsh,Ehart) - 4:05
8. Cold Grey Morning (Kerry Livgren) - 4:14
9. Peaceful and Warm (Walsh) - 6:44

## Musiciens
- Steve Walsh - claviers, chant
- Rich Williams - guitares
- David Ragsdale - guitare, violon, chœurs
- Greg Robert - claviers, chœurs
- Billy Greer - basse, guitare acoustique, chœurs
- Phil Ehart - batterie, percussions

## Personnel additionnel
- Renée Castle - chœurs sur 3